# Rianne de Vries
Rianne de Vries (Heerenveen, 14 december 1990) is een Nederlands voormalig shorttrackster.

## Biografie
Op het Nederlands kampioenschap shorttrack won De Vries in 2013, 2014 en 2015 de bronzen medaille. In zowel 2014 als 2018 werd ze geselecteerd voor de Olympische Spelen in Sotsji, respectievelijk de Olympische Spelen in Pyeongchang, maar stond ze reserve voor de aflossing en kwam niet in actie. Op de Europese kampioenschappen shorttrack 2015 won de Nederlandse ploeg, dit keer wel met De Vries, een zilveren medaille. Op de EK 2017 won ze haar enige grote individuele prijs, de afstandszege op de 500 meter.

## Privéleven
Rianne de Vries heeft een relatie met collega-shorttracker Daan Breeuwsma.

## Persoonlijke records
| Afstand                       | Tijd     | Datum            | Locatie                     | Locatie                          | Overig |
| Afstand                       | Tijd     | Datum            | Baan                        | Plaats                           | Overig |
| ----------------------------- | -------- | ---------------- | --------------------------- | -------------------------------- | ------ |
| 500 meter                     | 43,491   | 5 februari 2017  | EnergieVerbund Arena        | Dresden, Duitsland               |        |
| 1000 meter                    | 1.29,047 | 12 november 2016 | Utah Olympic Oval           | Salt Lake City, Verenigde Staten |        |
| 1500 meter                    | 2.18,712 | 16 februari 2022 | National Speed Skating Oval | Peking, China                    |        |
| 3000 meter                    | 5.11,878 | 5 januari 2014   | Jaap Edenbaan               | Amsterdam, Nederland             |        |
| 3000 meter aflossing          | 4.04,853 | 12 november 2016 | Utah Olympic Oval           | Salt Lake City, Verenigde Staten | [ 1 ]  |
| 2000 meter gemengde aflossing | 2.38,492 | 4 november 2018  | Olympic Oval                | Calgary, Canada                  | NR     |

## Resultaten

### Olympische Winterspelen & Wereld-, Europese en Nederlandse kampioenschappen
| Jaar | Evenement                    | Locatie                  | 500 meter        | 1000 meter       | 1500 meter       | 3000 meter (superfinale) | Klassement       | 3000 meter aflossing |
| ---- | ---------------------------- | ------------------------ | ---------------- | ---------------- | ---------------- | ------------------------ | ---------------- | -------------------- |
| 2010 | Olympische Winterspelen      | Vancouver, Canada        | Niet deelgenomen | Niet deelgenomen | Niet deelgenomen | Niet deelgenomen         | Niet deelgenomen | Niet deelgenomen     |
| 2010 | Wereldkampioenschappen       | Sofia, Bulgarije         | Niet deelgenomen | Niet deelgenomen | Niet deelgenomen | Niet deelgenomen         | Niet deelgenomen | Niet deelgenomen     |
| 2010 | Europese kampioenschappen    | Dresden, Duitsland       | Niet deelgenomen | Niet deelgenomen | Niet deelgenomen | Niet deelgenomen         | Niet deelgenomen | Niet deelgenomen     |
| 2010 | Nederlandse kampioenschappen | Tilburg, Nederland       | 7e               | 6e               | 8e               |                          | 8e               | –                    |
| 2011 | Wereldkampioenschappen       | Sheffield, Engeland      | Niet deelgenomen | Niet deelgenomen | Niet deelgenomen | Niet deelgenomen         | Niet deelgenomen | Niet deelgenomen     |
| 2011 | Europese kampioenschappen    | Heerenveen, Nederland    | Niet deelgenomen | Niet deelgenomen | Niet deelgenomen | Niet deelgenomen         | Niet deelgenomen | Niet deelgenomen     |
| 2011 | Nederlandse kampioenschappen | Groningen, Nederland     | 10e              | 8e               | 12e              |                          | 10e              | –                    |
| 2012 | Wereldkampioenschappen       | Shanghai, China          | Niet deelgenomen | Niet deelgenomen | Niet deelgenomen | Niet deelgenomen         | Niet deelgenomen | Niet deelgenomen     |
| 2012 | Europese kampioenschappen    | Mladá Boleslav, Tsjechië | Niet deelgenomen | Niet deelgenomen | Niet deelgenomen | Niet deelgenomen         | Niet deelgenomen | Niet deelgenomen     |
| 2012 | Nederlandse kampioenschappen | Heerenveen, Nederland    | 5e               | Brons            | 7e               | Brons                    | 5e               | –                    |
| 2013 | Wereldkampioenschappen       | Debrecen, Hongarije      | Niet deelgenomen | Niet deelgenomen | Niet deelgenomen | Niet deelgenomen         | Niet deelgenomen | Niet deelgenomen     |
| 2013 | Europese kampioenschappen    | Malmö, Zweden            | 23e              | 22e              | 23e              |                          | 24e              |                      |
| 2013 | Nederlandse kampioenschappen | Amsterdam, Nederland     | 6e               | Brons            | Zilver           | Zilver                   | Brons            | –                    |
| 2014 | Olympische Winterspelen      | Sotsji, Rusland          | Niet deelgenomen | Niet deelgenomen | Niet deelgenomen | Niet deelgenomen         | Niet deelgenomen | Niet deelgenomen     |
| 2014 | Wereldkampioenschappen       | Montréal, Canada         | Niet deelgenomen | Niet deelgenomen | Niet deelgenomen | Niet deelgenomen         | Niet deelgenomen | Niet deelgenomen     |
| 2014 | Europese kampioenschappen    | Dresden, Duitsland       | 17e              | 13e              | 11e              |                          | 15e              |                      |
| 2014 | Nederlandse kampioenschappen | Amsterdam, Nederland     | Brons            | 4e               | 4e               | Brons                    | Brons            | –                    |
| 2015 | Wereldkampioenschappen       | Moskou, Rusland          | 18e              | 25e              | 15e              |                          | 18e              |                      |
| 2015 | Europese kampioenschappen    | Dordrecht, Nederland     |                  |                  |                  |                          |                  | Zilver               |
| 2015 | Nederlandse kampioenschappen | Amsterdam, Nederland     | Zilver           | Goud             | 5e               | Brons                    | Brons            | –                    |
| 2016 | Wereldkampioenschappen       | Seoel, Zuid-Korea        |                  |                  |                  |                          |                  | 6e                   |
| 2016 | Europese kampioenschappen    | Sotsji, Rusland          |                  |                  |                  |                          |                  | Goud                 |
| 2016 | Nederlandse kampioenschappen | Amsterdam, Nederland     | 6e               | 4e               | 7e               | Goud                     | Brons            | –                    |
| 2017 | Wereldkampioenschappen       | Rotterdam, Nederland     | 17e              | 4e               | 16e              | 7e                       | 8e               | 4e                   |
| 2017 | Europese kampioenschappen    | Turijn, Italië           | Goud             | 13e              | 7e               | 8e                       | 4e               | Brons                |
| 2017 | Nederlandse kampioenschappen | Amsterdam, Nederland     | Brons            | Brons            | Brons            | Brons                    | Brons            | –                    |
| 2018 | Olympische Winterspelen      | Pyeongchang, Zuid-Korea  | Niet deelgenomen | Niet deelgenomen | Niet deelgenomen | Niet deelgenomen         | Niet deelgenomen | Niet deelgenomen     |
| 2018 | Wereldkampioenschappen       | Montréal, Canada         |                  |                  |                  |                          |                  | Zilver               |
| 2018 | Europese kampioenschappen    | Dresden, Duitsland       |                  |                  |                  |                          |                  | 6e                   |
| 2018 | Nederlandse kampioenschappen | Heerenveen, Nederland    | DNS              | 5e               | Brons            | 5e                       | 6e               | –                    |
| 2019 | Wereldkampioenschappen       | Sofia, Bulgarije         |                  |                  |                  |                          |                  |                      |
| 2019 | Europese kampioenschappen    | Dordrecht, Nederland     |                  |                  |                  |                          |                  |                      |
| 2019 | Nederlandse kampioenschappen | Heerenveen, Nederland    | 4e               | PEN              | 4e               | 6e                       | 5e               | –                    |

### Wereldbekermedailles
1000 meter
 Minsk, Wit-Rusland: 2016/2017
1500 meter
 Dresden, Duitsland: 2016/2017
3000 meter aflossing
 Dresden, Duitsland: 2016/2017
 Seoel, Zuid-Korea: 2017/2018
 Almaty, Kazachstan: 2018/2019
 Dordrecht, Nederland: 2019/2020
 Calgary, Canada: 2016/2017
 Salt Lake City, Verenigde Staten: 2016/2017
 Gangneung, Zuid-Korea: 2016/2017
 Dresden, Duitsland: 2018/2019
 Shanghai, China: 2015/2016
 Shanghai, China: 2016/2017
 Eindklassement 3000 meter aflossing: 2016/2017
2000 meter gemengde aflossing
 Calgary, Canada: 2018/2019